# Torneo internacional sub-12 de fútbol 7 de Arona 2012
El XVII Torneo Internacional Alevín Blue BBVA de Fútbol 7 de Arona, anteriormente denominado Torneo Internacional Alevín de Invierno, es un torneo de fútbol base que disputan los equipos sub-12 (alevines o infantiles de segundo año) en la modalidad de fútbol 7 mediante invitación de la propia Organización. En el año 2012 se celebró la edición número 17 del torneo, teniendo lugar en el mes de diciembre en el estadio Antonio Domínguez de la ciudad de Los Cristianos (Arona, Santa Cruz de Tenerife, Canarias).
El campeón fue el Atlético de Madrid, quien repetía título tras el conquistado en la pasada edición, tras vencer en la final al Valencia C. F. por 1-0, mientras que el Sevilla F. C. finalizó en tercera posición tras vencer al F. C. Barcelona por 0-2.

## Participantes
Los participantes fueron 12 equipos alevines que por medio de invitación de la organización disputaron la XVII edición del torneo.
Se dividieron en 3 grupos de 4 equipos cada uno, en los que los dos mejor clasificados pasaron a disputar la fase final junto con los dos mejores terceros.
| - Atlético de Madrid - F. C. Barcelona - Real Betis Balompié - B. V. Borussia - R. C. D. Espanyol - Juventus F. C. | - Liverpool F. C. - Málaga C. F. - Paris Saint-Germain - Real Madrid C. F. - Sevilla F. C. - Valencia C. F. |

## Fase de grupos
| Grupo A           | Pts. | PJ | PG | PE | PP | GF | GC | Dif. |
| ----------------- | ---- | -- | -- | -- | -- | -- | -- | ---- |
| Real Madrid C. F. | 5    | 3  | 1  | 2  | 0  | 7  | 2  | 5    |
| R. C. D. Espanyol | 5    | 3  | 1  | 2  | 0  | 6  | 3  | 3    |
| Juventus F. C.    | 4    | 3  | 1  | 1  | 1  | 3  | 5  | -2   |
| Liverpool F. C.   | 1    | 3  | 0  | 1  | 2  | 3  | 9  | -6   |

| Grupo B            | Pts. | PJ | PG | PE | PP | GF | GC | Dif. |
| ------------------ | ---- | -- | -- | -- | -- | -- | -- | ---- |
| Atlético de Madrid | 7    | 3  | 2  | 1  | 0  | 10 | 1  | 9    |
| B. V. Borussia     | 6    | 3  | 2  | 0  | 1  | 4  | 8  | -4   |
| Sevilla F. C.      | 4    | 3  | 1  | 1  | 1  | 2  | 3  | -1   |
| Málaga C. F.       | 0    | 3  | 0  | 0  | 3  | 1  | 5  | -4   |

| Grupo C             | Pts. | PJ | PG | PE | PP | GF | GC | Dif. |
| ------------------- | ---- | -- | -- | -- | -- | -- | -- | ---- |
| Valencia C. F.      | 7    | 3  | 2  | 1  | 0  | 6  | 2  | 4    |
| F. C. Barcelona     | 5    | 3  | 1  | 2  | 0  | 1  | 0  | 1    |
| Real Betis Balompié | 4    | 3  | 1  | 1  | 1  | 4  | 4  | 0    |
| Paris Saint-Germain | 0    | 3  | 0  | 0  | 3  | 1  | 5  | -4   |

|  | Equipos clasificados para los Cuartos de final. |

## Fase final
La fase final de la competición se disputó a partido único. En caso de estar la eliminatoria empatada tras los 24 minutos se decidirá en una tanda de penaltis.
|  | Cuartos de final 28 de diciembre | Cuartos de final 28 de diciembre |                      |       | Semifinal 29 de diciembre | Semifinal 29 de diciembre |  |  | Final 29 de diciembre | Final 29 de diciembre |
|  |                                  |                                  |                      |       |                           |                           |  |  |                       |                       |
|  |                                  |                                  |                      |       |                           |                           |  |  |                       |                       |
|  |                                  |                                  |                      |       |                           |                           |  |  |                       |                       |
|  | Atlético Madrid                  | 3                                |                      |       |                           |                           |  |  |                       |                       |
|  | Atlético Madrid                  | 3                                |                      |       |                           |                           |  |  |                       |                       |
|  | Betis                            | 0                                |                      |       |                           |                           |  |  |                       |                       |
|  | Betis                            | 0                                | Atlético Madrid (p.) | 1 (3) |                           |                           |  |  |                       |                       |
|  |                                  |                                  | Atlético Madrid (p.) | 1 (3) |                           |                           |  |  |                       |                       |
|  |                                  | Barcelona                        | 1 (2)                |       |                           |                           |  |  |                       |                       |
|  | Borussia                         | Barcelona                        | 1 (2)                | 0     |                           |                           |  |  |                       |                       |
|  | Borussia                         |                                  |                      | 0     |                           |                           |  |  |                       |                       |
|  | Barcelona                        | 3                                |                      |       |                           |                           |  |  |                       |                       |
|  | Barcelona                        | 3                                | Atlético Madrid      | 1     |                           |                           |  |  |                       |                       |
|  |                                  |                                  | Atlético Madrid      | 1     |                           |                           |  |  |                       |                       |
|  |                                  | Valencia                         | 0                    |       |                           |                           |  |  |                       |                       |
|  | Real Madrid                      | Valencia                         | 0                    | 0 (5) |                           |                           |  |  |                       |                       |
|  | Real Madrid                      |                                  |                      | 0 (5) |                           |                           |  |  |                       |                       |
|  | Sevilla (p.)                     | 0 (6)                            |                      |       |                           |                           |  |  |                       |                       |
|  | Sevilla (p.)                     | 0 (6)                            | Sevilla              | 0     |                           |                           |  |  |                       |                       |
|  |                                  |                                  | Sevilla              | 0     |                           |                           |  |  |                       |                       |
|  |                                  | Valencia                         | 1                    |       |                           |                           |  |  |                       |                       |
|  | Valencia                         | Valencia                         | 1                    | 3     |                           |                           |  |  |                       |                       |
|  | Valencia                         |                                  |                      | 3     |                           |                           |  |  |                       |                       |
|  | Espanyol                         | 0                                |                      |       |                           |                           |  |  |                       |                       |
|  | Espanyol                         | 0                                |                      |       |                           |                           |  |  |                       |                       |

### Semifinal
| 29 de diciembre de 2012, 13:00 (CET) | Atlético de Madrid          | 1:1 (0:0) (3:2 p.)         | FC Barcelona                                | Estadio Antonio Domínguez Alfonso, Arona |  |
|                                      | Salomón Obama 19'           |                            | Enric 23'                                   |                                          |  |
|                                      |                             | Tiros desde el punto penal |                                             |                                          |  |
|                                      | Anotado · Anotado · Anotado |                            | Anotado · Anotado · Fallo de penal (Parado) |                                          |  |

| 29 de diciembre de 2012, 12:00 (CET) | Sevilla FC | 0:1 (0:1) | Valencia CF | Estadio Antonio Domínguez Alfonso, Arona |  |
|                                      |            |           | Sergio 15'  |                                          |  |

### Final
| 29 de diciembre de 2012, 20:30 (CET) | Atlético de Madrid | 1:0 (1:0) | Valencia CF | Estadio Antonio Domínguez Alfonso, Arona |  |
|                                      | Silvano 8'         |           |             |                                          |  |

|                    |
| Campeón            |
| Atlético de Madrid |
| (3.er título)      |